# Trego (condado de Washburn)
Trego es un lugar designado por el censo ubicado en el condado de Washburn en el estado estadounidense de Wisconsin. En el Censo de 2010 tenía una población de 227 habitantes y una densidad poblacional de 71,72 personas por km².

## Geografía
Trego se encuentra ubicado en las coordenadas 45°54′22″N 91°49′48″O / 45.90611, -91.83000. Según la Oficina del Censo de los Estados Unidos, Trego tiene una superficie total de 3.16 km², de la cual 2.97 km² corresponden a tierra firme y (6.3%) 0.2 km² es agua.

## Demografía
Según el censo de 2010, había 227 personas residiendo en Trego. La densidad de población era de 71,72 hab./km². De los 227 habitantes, Trego estaba compuesto por el 94.71% blancos, el 1.32% eran afroamericanos, el 3.08% eran amerindios, el 0% eran asiáticos, el 0% eran isleños del Pacífico, el 0% eran de otras razas y el 0.88% pertenecían a dos o más razas. Del total de la población el 0% eran hispanos o latinos de cualquier raza.